# جوزپه ساراکو
جوزپه ساراکو (ایتالیایی: Giuseppe Saracco؛ ۶ اکتبر ۱۸۲۱ – ۹ ژانویهٔ ۱۹۰۷) یک سیاست‌مدار اهل ایتالیا بود که از تاریخ ۲۴ ژوئن ۱۹۰۰ تا تاریخ ۱۵ فوریه ۱۹۰۱ سمت نخست وزیری ایتالیا را برعهده داشت.